# Augustusmausolæet
Augustusmausolæet (latin: Mausoleum Augusti; italiensk: Mausoleo di Augusto) er en stor grav bygget af den romerske kejser Augustus i 28 f.Kr. på Campus Martius i Rom, Italien. Mausolæet ligger på Piazza Augusto Imperatore, nær hjørnet ved Via di Ripetta, der løber langs med Tiberen. Mausolæet har været lukket i fjorten år for at undergå restaurering, og det blev genåbnet for offentligheden igen i marts 2021.   

## Beskrivelse
Mausolæet var cirkulært i plan og bestod af flere koncentriske ringe af jord og mursten, beklædt med travertin på ydersiden og beplantet med cypresser på øverste niveau. Hele strukturen var dækket (muligvis, da rekonstruktioner i bedste fald er upålidelige) af et konisk tag og en enorm bronzestatue af Augustus.
Hvælvinger holdt taget oppe og åbnede gravpladserne nedenunder. To obelisker i lyserød granit flankerede den buede indgang. Disse er senere blevet fjernet; den ene står nu ved Piazza dell'Esquilino (på den nordvestlige side af Basilica di Santa Maria Maggiore) og den anden ved Quirinalfontænen. Det færdige mausoleum målte 90 meter i diameter og 42 meter i højden.

En korridor løb fra indgangen ind til hjertet af mausolæet, hvor der var et kammer med tre nicher til at holde de gyldne urner, der opbevarede den kejserlige families aske. To søjler, der flankerede indgangen, var monteret med bronzeplaketter med indskriften Res Gestae Divi Augusti, dokumentet der beskrev Augustus' præstationer og sejre. Omkring mausoleet var der anlagt parkområde, der lignede moderne offentlige parker, og som gav et åndehul i hjertet af Roms stærkt urbaniserede Campus Martius.
- Esquilinobelisk, oprindeligt på mausolæets vestlige side. Fundet i 1527 og flyttet i 1587 til Basilica di Santa Maria Maggiore af pave Sixtus V.
- Quirinal-obelisken, oprindeligt på mausolæets østlige side. Fundet i 1527 og flyttet i 1786 til Quirinalhøjen af pave Pius VI.
- Augustusmausolæet i det 1. århundrede; en rekonstruktion fra 1851.
- Kopi af teksten til Res Gestae Divi Augusti.

## Historie

### Antikken
Augustsmausolæet var et af de første projekter, som Augustus igangsatte i Rom efter hans sejr i søslaget ved Actium i år 31 f.Kr.
Den traditionelle historie lyder, at hærgende visigoter under Alarik 1. i 410 e.Kr., under plyndringen af Rom, raserede krypterne, stjal guldurnerne og spredte den kejserlige families aske, dog uden at beskadige bygningen struktur.  Platner og Ashby hævdede imidlertid, at "fortællingen om Alariks plyndring i 410 ikke har noget historisk grundlag, og vi ved intet om dens ødelæggelse". 

### Middelalderen
Ved udgangen af det 10. århundrede var mausolæet stort set begravet under jorden og tilgroet med træer, i en sådan grad, at det blev omtalt som Mons Augustus (dansk: Augustusbjerget). En legende fra den tid henviste til et formodet dekret fra Augustus, der beordrede, at en kurvfuld jord fra hver provins i imperiet skulle kastes på hans grav, så han kunne hvile på jorden af hele den verden, han herskede over. Oven på mausolæet stod et kapel bygget til ærkeenglen Mikael, mens kirken Santa Maria (eller måske Martina) in Augusto (senere omdannet til San Giacomo degli Incurabili) lå ved siden af. 
Ved det 12. århundtede var gravhøjen, som mausolæet efterhånden var omdannet til, blevet befæstet med en borg - ligesom Hadrians mausolæum, som blev omdannet til Castel Sant'Angelo - og beboet af Colonna-familien. Efter det katastrofale nederlag for Comune di Roma i hænderne på greven af Tusculum i 1167 blev Colonna vanæret og forvist, og deres fæstning blev nedlagt. Gennem renæssancen gik mausolæet i eje hos adskillige store romerske familier, der brugte den som en have.

### Moderne tid
I begyndelsen af det 20. århundrede blev mausolæets indre brugt som en koncertsal kaldet Augusteo, indtil Benito Mussolini beordrede den lukket i 1930'erne og omdannede den til et arkæologisk område. Som et led i Mussolinis plan om en omdannelse af byen Rom, som havde til formål at knytte den italienske fascismes ambitioner med det romerske imperies tidligere storhed, gjorde, at Augustsmausolæet fik en fremtrædende plads i Rom. Mussolini så sig selv som særligt forbundet med Augustus' præstationer og så sig selv som en "genfødt Augustus", klar til at indvarsle en ny tidsalder med italiensk dominans. Denne restaurering fandt sted i 1937, 2000-året for Augustus' fødsel. 

### Restaurering
Mausolæet var blevet lukket for offentligheden, tilgroet med planter og brugt som losseplads for affald, og forsømmelsen af det tiltrak kritik; særligt efter åbningen af Ara Pacis-museet i 2006 på den anden side af gaden. En plan om at restaurere mausolæet i forbindelse med 2000-året for Augustus' død i 2014 mislykkedes på grund af manglende finansiering.
I januar 2017 annoncerede de italienske myndigheder en bevilling på 6 millioner euro fra Telecom Italia til en omfattende restaurering af Augustusmausolæet, hvilket gjorde det muligt at åbne det for offentligheden for første gang siden 1970'erne. Mausolæet var planlagt til en fuldstændig restaurering, der skulle omfatte en multimedieudstilling af det moderne og det antikke Rom projiceret på bygningens indvendige vægge, og som skulle være færdig i april 2019. Tidsplanen blev ikke overholdt, hvilket flyttede deadline til starten af 2021.  Omkostningerne steg til 11 millioner euro, selvom dette delvist blev opvejet af yderligere tilskud fra Telecom Italias efterfølger Gruppo TIM. 
Mausoleet åbnede for besøgende i 2021, selvom yderligere restaurering — inklusive den centrale cylinder, der huser Augustus' gravkammer — blev udeladt og efter planen skal være færdig i 2022.  Den forventede dato for mausoleets genåbning har varieret, og i øjeblikket har mausoleet været midlertidigt lukket siden den 6. juni 2022 for at give mulighed for at ombygningen af Piazza Augusto Imperatore kan skride frem.

## Begravelser
Blandt dem, hvis jordiske rester blev stedt til hvile i mausolæet før Augustus' død, var:
- Marcus Claudius Marcellus (søn af Octavia Minor), som var den første, der blev begravet der, i 23 f.Kr.
- Marcus Vipsanius Agrippa (ægtemand til Julia den Ældre)
- Nero Claudius Drusus (søn af Livia Drusilla; gift med Antonia Minor og far til Claudius)
- Octavia den Yngre (søster til Augustus)
- Gaius Cæsar og Lucius Cæsar (Augustus' børnebørn)

Efter Augustus' død blev følgende stedt til hvile i Mausolæet:
- Augustus
- Livia Drusilla (Augustus' hustru)
- Tiberius
- Drusus Julius Cæsar (søn af Tiberius)
- Germanicus (søn af Antonia Minor)
- Julia Livilla (datter af Germanicus)
- Drusus Cæsar (søn af Germanicus)
- Julia Drusilla (datter af Caligula)
- Antonia den Yngre (mor til Claudius)
- Britannicus (søn af Claudius)
- Claudius
- Agrippina den Ældre (datter af Julia den Ældre)
- Nero Julius Cæsar (søn af Agrippina den Ældre)
- Nerva, den sidste kejser, for hvem mausolæet blev hvilested.

## Eksterne links
- Wikimedia Commons har flere filer relateret til Augustusmausolæet
- Mausoleum Augusti ved LacusCurtius
- Billeder af Augustus' mausoleum

41°54′22″N 12°28′35″Ø / 41.9061°N 12.4764°Ø